# 朱讓 (萬曆進士)
朱讓（1544年—？），字次夔，廣東廣州府南海縣人，軍籍，明朝政治人物、進士出身。

## 生平
廣東鄉試第四十二名，萬曆二年（1574年）登甲戌科會試第七十九名，進士第三甲第九十八名。
萬曆拾伍年捌月貳拾伍日到任夔州府知府。

## 家族
曾祖父朱仕清；祖父朱廷昭；父朱文直。母郭氏。永感下。兄朱謨（府通判）。